# Nick Clark
Nicholas Clark es un personaje ficticio en las primeras cuatro temporadas de la serie de televisión Fear the Walking Dead  interpretado por Frank Dillane, hijo del destacado actor Stephen Dillane. Creado por Robert Kirkman y Dave Erickson. 
Nick es el hijo de Steven y Madison Clark, la protagonista principal de la serie durante las primeras cuatro temporadas. Nick es un adolescente imperfecto que sufre de adicción a la heroína. Esta adicción a menudo causa problemas a su familia, quienes sufren a causa de esto, sus intentos por detenerlos resultan en un fracaso. Durante la abstinencia, a menudo pasa tiempo buscando drogas, incluso cuando no es apropiado. Esta adicción puede llevarlo a realizar actos egoístas, como robar morfina IV, poniendo en peligro su vida. Sin embargo, a veces puede ser desinteresado.

## Biografía del personaje
Nick es bastante inteligente y de pensamiento rápido, como ser el primer miembro del grupo en darse cuenta de que los infectados no están infectados, sino muertos, yendo tan lejos como para evitar que Alicia visite a Matt, ya que sabía que ya estaría muerto. y atacarla. Nick, como puede verse por su adicción a las drogas, sufre de una personalidad adictiva.

### Temporada 1
Nick se despierta en una guarida de heroína en una iglesia abandonada y encuentra a su novia comiendo un cadáver. Mientras huía, es atropellado por un automóvil y hospitalizado. El médico le dice a Madison y Travis que las afirmaciones de Nick sobre el incidente son alucinaciones de heroína, pero Travis le cree a Nick después de visitar la iglesia él mismo. Alicia se preocupa más por la dependencia química de Nick. Al día siguiente, la escuela cierra temprano debido a los altos niveles de absentismo y los rumores de una epidemia. Nick se escapa del hospital y se encuentra con Calvin, con la esperanza de saber si las drogas que Calvin le vendió le hicieron alucinar en la iglesia. Calvin intenta matar a Nick para evitar que exponga a Calvin como un traficante de drogas o impugne la calidad de sus drogas. En la lucha que siguió, Calvin recibe un disparo mortal. Después de que llegan Travis y Madison, un Calvin zombificado los ataca. Nick atropella a Calvin repetidamente con la camioneta de Travis, y los tres miran con incredulidad cómo el mutilado Calvin todavía puede girar la cabeza hacia ellos. La familia Clark decide huir al desierto. El grupo regresa a la casa de Madison para recolectar suministros. Nick sufre de abstinencia de heroína, por lo que Madison conduce a su escuela para conseguirle oxicodona. Travis le dice a Madison que lleve a los niños al desierto sin él; él se pondrá al día. Los Manawas y los Salazar se unieron más tarde a los Clarks. Las tres familias deciden pasar la noche y evacuar por la mañana.
A la mañana siguiente, cuando los Clark y los Manawa comienzan a alejarse, llega la Guardia Nacional y pone en cuarentena el bloque. Mientras Travis dice: "Todo va a mejorar", Daniel se lamenta de que sea "demasiado tarde" mientras observa a un guardia marcar la casa vecina. Días después de que la Guardia Nacional pone en cuarentena el vecindario en una Zona Segura, los residentes intentan vivir normalmente. Las tensiones se acumulan bajo el régimen militar. Madison está estresada por el trabajo adicional causado por el hacinamiento en su casa y el nuevo papel de Travis como enlace civil. Nick le roba morfina a Héctor a través de goteo intravenoso. Los soldados llevan a Griselda y Nick a un hospital, pero la familia de Nick protesta por su partida. Liza accede a ir a ayudar al equipo médico, a pesar de no querer dejar a su hijo. En una celda militar, Strand soborna a un guardia para evitar que el febril Nick sea trasladado. Strand recluta a Nick para un plan de escape. El grupo se dirige a la sede de la Guardia Nacional para rescatar a Liza, Griselda y Nick. Adams acepta ser su guía cuando Travis lo deje ir. El grupo se infiltra en la base después de que Daniel distrae a los guardias liderando una horda de infectados de la arena. Travis, Madison, Daniel y Ofelia entran, mientras que Alicia y Chris se quedan atrás. Mientras tanto, los infectados rompen las defensas del perímetro y pululan por la base. El grupo de Travis llega a las celdas de detención y libera a los detenidos antes de reunirse con Nick, Liza y Strand. Adams dispara a Ofelia en el brazo. Enfurecido, Travis golpea brutalmente a Adams y lo deja por muerto. Strand lleva al grupo a su mansión junto al mar, donde le revela a Nick que es dueño de un yate en el que planea escapar, llamado Abigail.

### Temporada 2
El grupo evacúa a Abigail mientras los militares bombardean Los Ángeles, en un intento por contener el brote. En el mar, el grupo se encuentra con otro barco lleno de supervivientes, pero Strand se niega a recogerlos, Nick vuelve a la orilla en el zodiac y trae de vuelta a Madison, Travis, Chris y el cadáver de Liza, una vez que se suben al barco, el Abigail arranca, pero Strand mira de lejos a Los Ángeles en llamas mientras los militares continúan bombardeando su casa. A la mañana siguiente, Strand informa al grupo que se dirigen a San Diego. El grupo se estaciona en la isla Catrina para escapar de la persecución del barco desconocido. Daniel y Ofelia se quedan en el barco para vigilar a Strand, mientras Travis y los demás investigan una casa en la orilla, que está habitada por una familia. Son recibidos por la familia Geary, Nick se une a los niños Harry y Willa. Cuando Harry le presenta a Nick sus diversos juguetes, se da cuenta de las "píldoras de poder" que están fuertemente implicadas como veneno. Preocupado por la seguridad de los niños, Nick entra a la casa investigando y descubriendo las "píldoras de poder" que son, de hecho, veneno. Nick va con Madison y Travis, quienes aceptan llevarse a los niños después de que su madre le suplica a Madison, sin embargo, después de que Willa consume una píldora, ella muere, se reanima y mata a su madre. Nick, Madison, Travis, Alicia y Harry se dirigen a bordo del Abigail para gran protesta de Strand, pero el hermano mayor de Harry, Seth, recupera a Harry a la fuerza y lo lleva de regreso a la isla donde mata a su madre reanimada mientras Nick, perturbado, observa a desde el Abigail.
Después de que un infectado se atasca en el Abigail, Nick, Alicia, Chris y Daniel se dirigen a tierra en el zodíaco para obtener suministros del avión estrellado Vuelo 462. Mientras todos buscan suministros, Nick encuentra un cuchillo y un poco de amoxicilina para la herida de Ofelia. Nick deambula y se topa con un pozo con un infectado con cangrejos pegado a la arena, Nick lo observa, pero cae en el pozo, pero mata al infectado antes de que otro infectado caiga en el pozo. Más tarde como Daniel, Alicia. Chris y el superviviente del accidente aéreo Alex luchan contra una horda de infectados. Nick llega cubierto de sangre infectada y salva a Alicia y le da al grupo la oportunidad de escapar. Mientras Nick está a punto de dejarlo a él y a una espalda infectada cara a cara mientras se observan. Después de la confrontación, Nick se dirige al zodíaco con el resto y regresa a Abigail. Más tarde esa noche, Nick sale a la playa desnudo. Nick se pone la ropa de una bolsa de plástico y se dirige a un campo de refugiados abandonado donde destripa a un infectado y mancha su sangre por todo el rostro y el cuerpo para camuflarse. Al día siguiente, Nick va a una comunidad cerrada con marcas de pintura en aerosol similares a las de El Sereno, donde los infectados lo ignoran mientras está camuflado, mientras se dirige a una casa donde Luis Flores lo confronta a punta de pistola hasta que explica que Strand lo envió. . Mientras Luis carga su equipaje en su automóvil, Luis explica que la comunidad cerrada también fue una experiencia en el hogar de Abigail y que él será quien los lleve a cruzar la frontera, pero se sorprende cuando Nick menciona indirectamente a su familia.
Después de que Nick se ha lavado la sangre y tiene ropa nueva, Luis conduce a la playa y le dice a Nick cuánto hace que conoce a Strand y que se van a encontrar con su madre en Baja. Se suben al zodíaco y se dirigen al Abigail, pero Nick se da cuenta de dos desconocidos armados: Ben y Breannah. Luis saca un rifle y los mata a ambos. Una vez que están a bordo, Nick se pone al día con los acontecimientos desde que se fue. Reunido con su grupo y con el acontescimiento de que su hermana y Travis estaban cautivos por unos piratas. Nick ayudó en todo momento el plan de intercambiarlos por un sobreviviente que resultó ser el hermano del líder de los bandidos. Nick se preocupo por el estado de Chris al verlo vigilar a Reed, por lo que le pidió que no se culpara por no disparar contra ellos antes de que se subieran al yate, argumentando que nadie le dispararía a una embarazada. Con la llamada de radio de Connor para llevar a cabo el intercambio, Nick se ofreció a llevar a Reed y recuperar a Alicia y Travis, pero con el homicidio del bandido a cargo de Chris pareció terminar con esta idea. Reed el bandido pirata se reanima y Daniel ideó una forma de hacerlo parecer vivo encapuchándolo. Nick fue impedido por su madre de llevar a cabo la misión y observó junto a Strand en la lejanía como todo salía acorde a lo planeado.
Cuando la mansión de Celia Flores es quemada, Nick decide irse aparte de su familia  y posteriormente este se salva cuando llega una manada de caminantes y se devoran a los perros. Luego, los caminantes son arrastrados por los sonidos de las bocinas de los autos y los disparos, lo que le da a Nick la oportunidad de escapar. Luego se unta con la sangre de un caminante, este se mezcla con una horda de caminantes mientras se dirige a Tijuana. El grupo anterior de bandidos llega y comienza a matar a los caminantes, al ver que son superados en números uno de ellos huye cuando los otros dos son comidos. Nick finalmente se desmaya debido a su herida y desnutrición. Un grupo de sobrevivientes observa a Nick, pero su líder, Luciana, opta por no ayudarlo. Durante esta prueba, Nick tiene varios recuerdos de su tiempo con su novia en rehabilitación por sus adicciones a las drogas. Es allí donde expresa su frustración por la falta de atención de su padre hacia él. Más tarde es visitado por Madison, quien le dice que su padre murió en un accidente automovilístico. Durante el último flashback, en la iglesia durante las primeras escenas del primer episodio de la serie, Nick se despierta para encontrar a su novia, zombificada, devorando a otro drogadicto. Nick luego recupera la conciencia y logra cojear hacia Tijuana. Se encuentra con el grupo de Luciana, que lo lleva a su comunidad para recibir tratamiento.
Nick comienza a observar a la comunidad de Luciana y se sorprende al ver que la gente de Luciana destierra a un hombre infectado, donde voluntariamente se deja comer por los caminantes. Luciana explica que aquellos que están infectados o con enfermedades terminales se sacrifican para ayudar a construir el "Muro", una barrera de caminantes destinada a proteger a la comunidad de amenazas externas, Nick luego acompaña a Luciana en una carrera de suministros a un supermercado cercano, que es controlado por un de grupo de narcotraficantes. Nick es sorprendido tratando de robar en una tienda, pero se las arregla para negociar por su vida y obtener más suministros amenazando con cortar el suministro de medicamentos que la comunidad ha estado comerciando con el cartel, Luciana regaña a Nick por su imprudencia, ya que ahora el cartel estará interesado en descubrir dónde está su comunidad. Luego, Nick es llevado ante el líder de la comunidad, Alejandro, quien explica a Nick que mantiene a la comunidad unida al predicar que la plaga de los muertos vivientes es simplemente una prueba de Dios y que los que sobrevivan heredarán la Tierra.
Con el fin de preservar sus suministros de medicamentos en disminución, Nick le propone a Alejandro que engañen a los bandidos a los que prometieron intercambiar medicamentos diluyéndolos en secreto con leche en polvo, protegiendo su propio suministro. Alejandro está impresionado con el ingenio de Nick y lo acepta plenamente en su comunidad al darle su propia casa. También le confirma a Nick que había sido mordido por un caminante y que de alguna manera no se convirtió. Sin embargo, uno de los exploradores de la comunidad regresa e informa que el hermano de Luciana, Pablo, ha sido asesinado. Luciana está sorprendida por la noticia y Nick la consuela. Más tarde esa noche, Luciana visita a Nick, y ambos comienzan a besarse. En Tijuana, Nick y Luciana se despiertan con la noticia de que uno de los exploradores de la comunidad, Francisco, ha desertado con su familia. Con la comunidad perdiendo exploradores a un ritmo cada vez mayor, Alejandro está preocupado de que la comunidad pueda colapsar y prohíbe que alguien se vaya, incluso para las corridas de suministros. Nick está preocupado ya que se suponía que iban a intercambiar sus medicinas con los bandidos, quienes probablemente atacarían a la comunidad si no obtienen lo que quieren, En el almacén de bandidos, Madison y Elena llegan a comerciar, donde escucha a los bandidos interrogando a Francisco. Madison los escucha describir la apariencia de Nick y trata de averiguar dónde está sin éxito. Nick patrulla el perímetro y ve a los bandidos explorando la comunidad desde la distancia. Al regresar al hotel, Madison enciende las luces del hotel contra los deseos de todos con la esperanza de atraer la atención de Nick, aunque Alicia la convence de respetar la decisión de Nick de elegir la muerte sobre su familia, a pesar de enojarse porque Madison no parece preocuparse por su decisión de Quédate con el grupo. Madison apaga las luces, pero no antes de que Travis, ahora solo, las vea.
Nick intenta convencer a los bandidos de que no ataquen a la comunidad, pero su líder, Marco, le explica que sabe cómo entran y salen de la Colonia, usando a los caminantes como su ejército, y lo deja con un ultimátum: abandona la comunidad o él y sus hombres matarán a todos. Para demostrar su determinación, Marco le muestra a Nick los cadáveres ejecutados de Francisco y su familia. Nick luego regresa y advierte a Luciana sobre el inminente ataque y le pide que se vaya con él. Sin embargo, Luciana sigue firme en la capacidad de Alejandro para protegerlos. Frustrado, Nick obliga a Alejandro a admitir que en realidad no es inmune a la infección y que había estado usando su experiencia médica para simplemente suprimir los síntomas. Nick abandona silenciosamente la comunidad y se da cuenta de que un helicóptero aterriza en una ciudad del lado estadounidense de la frontera. Regresa a la comunidad para convencer a Alejandro de que evacue la comunidad. Al día siguiente, cuando llegan Marco y sus bandidos, encuentran la comunidad aparentemente abandonada. Sin embargo, sin que ellos lo supieran, un enfermo terminal Alejandro, abre la puerta improvisada de la comunidad, permitiendo la entrada de los infectados y obligando a Marco y sus hombres a huir. Nick y Luciana llevan a su grupo fuera de la colonia hacia la frontera. Cuando Travis, Madison y Alicia se ven obligados a huir del hotel, regresan al supermercado de los bandidos y encuentran todo el edificio abandonado y Alicia cuestiona los motivos de Madison cuando comienza a buscar los cuerpos de Francisco y su familia en busca de pistas para encontrar a Nick. Llegan a la comunidad y descubren que Marco y sus hombres han sido asesinados por los infectados. Alicia encuentra a Alejandro agonizante y sus últimas palabras les indican que busquen a Nick en la frontera. Mientras tanto, mientras Nick y Luciana conducen a su grupo a través de la frontera, vuelven a ver el helicóptero antes de ser atacados repentinamente por otro grupo armado. Los supervivientes huyen, pero Nick y Luciana son capturados.

### Temporada 3
Nick se encuentra con Travis, una Luciana herida y otros cautivos. A los cautivos se les dispara para ver cuánto tardan en reanimarse. Travis, Luciana y Nick intentan escapar, Nick encuentra una horda de caminantes al final de la alcantarilla y regresa, la familia se reúne, pero el complejo está lleno de caminantes, lo que obliga a todos a irse. Travis, Luciana y Alicia escapan a bordo de un helicóptero, mientras que Madison y Nick se van en un camión con Troy. Nick llega al Rancho Broke Jaw, donde Troy intenta matar a Luciana, pero se opone a eliminarla, después de lo cual Nick obliga a los demás a ayudar a Luciana. Una Luciana en recuperación le informa a Nick que deben dejar el rancho lo antes posible. De vuelta en su cabaña, Madison descubre a Troy acostada en la cama de Nick, y él expresa desprecio por su hijo; Madison le dice a Troy que Nick aprenderá a encajar, mientras cazan jabalíes, Nick descubre que él y Troy tienen visiones del mundo similares. El equipo que investiga el tiroteo del helicóptero está retrasado; Troy liderará un segundo equipo y los voluntarios de Madison los acompañarán. Sin embargo, Nick y Jeremiah se unen al limpiar los restos del naufragio y localizar el preciado revólver antiguo de Jeremiah. Nick espera que a Luciana le guste la casa, pero se va por la noche. Más tarde, Nick y Jeremiah encuentran a Gretchen y su familia asesinados y convertidos; todos se dan cuenta de que Troy era el responsable, pero Madison informa a la comunidad que Walker lo hizo para prepararlos para el próximo conflicto. Una enfermedad paralizante golpea repentinamente a la comunidad y muchos miembros de la milicia mueren y reaniman como caminantes, masacrando a los residentes; Nick ve a Ofelia corriendo y se da cuenta de que ella era la responsable antes de que él también se enfermara, descubriendo que Ofelia hacía café con polvo de ántrax antes de que este se enfermara. Nick excava debajo de la vieja cabaña y se entera de que Jeremiah y los fundadores mataron a tres valientes que estaban atacando a su ganado, además del padre de Walker. Cuando Madison insta a Jeremiah a suicidarse, diciendo que esto apaciguará a Walker y preservará el legado de Jeremiah; Nick lo mata en su lugar y lo escenifican como un suicidio.
Nick se encontraba en una expedición con la milicia cuando observó la llegada de Walker y su gente a la comunidad para establecerse allí. Posteriormente brindó con el resto por la unión de ambos grupos y un futuro mejor. Lamentablemente estos ideales no duraron mucho cuando uno de los ganaderos disparó contra los nativos y esto llevó a todos los nativos a decidir armarse para protegerse. Con la misión de despojar todas las armas que poseían los vecinos del rancho, Nick junto con Walker, Madison visitó la casa de Troy para buscar cualquier arma que poseyera, pero la misión se convirtió en un campo de guerra cuando el loco atacó a los nativos a tiros. Acompañando a su amigo en un intento de calmarlo, Nick finalmente no tuvo más remedio que revelar que su padre no se había suicidado, pero que lo había matado, Nick se convierte en el sucesor de Troy en la milicia y les advierte que esperen el momento oportuno. Cuando los nativos intentan tomar posesión del pozo principal, Nick, armado con la última pistola de los ganaderos, encabeza una sentada. Hay una carrera de agua, drenando el acuífero. La milicia avanza sobre los guardias nativos pero en el último momento se inspiran en los esfuerzos por abrir un nuevo pozo. Cuando Troy visita a Nick por la noche, este le advierte que el rancho será destruido. Sin embargo, Nick y Jake se dispusieron a encontrar a Troy y lo descubrieron usando el lanzagranadas para guiar a una manada de muertos vivientes hacia el rancho. Troy explica que la manada obligará a la gente a irse al desierto, como él, y solo los más aptos sobrevivirán. Jake sostiene a Troy a punta de pistola, pero duda al enterarse de que Nick mató a su padre y Alicia lo mantuvo en secreto. Cuando la manada infectada invade el rancho provocada por Troy, Nick y Troy atraviesan la manada y quedan atrapados en el helicóptero. Ofelia y Crazy Dog encienden el depósito de combustible del rancho. Madison, Strand y Walker regresan y rescatan a Nick, Troy y Alicia. Después de dejar el rancho que fue invadido por los infectados, Madison y Nick cuidan a Ofelia, quien revela que fue mordida durante su estadía en la despensa. Nick se da un atracón de drogas y alcohol, luchando con Troy para que se una a él y finalmente vadeando un grupo de muertos vivientes cuando Nick confiesa que no puede ir con Madison. A la mañana siguiente, Daniel acepta que el grupo de Madison vaya a la presa, pero Nick y Troy deciden quedarse en el bazar. Nick es advertido por Troy que los Procuradores quieren atacar la presa, mientras que Strand le dice a Nick que saque a su familia, ya que ha hecho un trato con los Procuradores pero ya no puede garantizar la seguridad de nadie. Nick luego es interrogado por Daniel sobre la manada, dándole a Nick otra razón para sacarlos. Sin embargo, cuando Madison se entera de que Troy lideró la manada, lo asesina frente a Nick. Strand abre una puerta para los Procuradores. Mientras los Procuradores invaden la presa, Strand toma el detonador y esconde a Madison y Nick. Escondidos juntos, aumentan las tensiones entre Nick y Madison por el asesinato de Troy y su creciente crueldad. El líder procurador John llega a la presa con Alicia, Strand está ayudando a Madison y Nick a escapar, por la duplicidad, John decide matar a los cuatro, comenzando con Alicia como una misericordia. Sin embargo, Nick usa el detonador en un enfrentamiento, amenazando con volar la presa, Madison, Alicia y Strand escapan en un bote. Los Prpcuradores comienzan a moverse hacia Nick, quien recibe ayuda inesperada de Walker y Perro Loco, que disparan desde la cima de una colina cercana, Nick detona los explosivos, abre un agujero en la presa y el bote es arrastrado por la corriente. Nick y Daniel escapan mientras Madison nada a la orilla sola.

### Temporada 4
Dos años después de la explosión de la presa González, Nick junto con Alicia y Strand han sobrevivido y se han reunido con Luciana en algún momento después de la explosión. Al final del episodio, Althea, Morgan Jones y John Dorie son emboscados por los cuatro sin la ausencia de su madre. Un año antes, el grupo era parte de una comunidad que vivía en un estadio de béisbol. Madison y otros, excluyendo a Nick, se dispusieron a encontrar a la familia de Charlie, una niña de la comunidad. El grupo de Madison llega a una ciudad desierta y se separan para buscar. Madison y Alicia encuentran un campamento incendiado cerca de tanques de petróleo gigantes, que tiene una bandera blanca con el número "457". Madison se encuentra con una mujer llamada Naomi y Madison la invita a su comunidad. Por la noche, un gran convoy de camiones se acerca al estadio. Mel, el líder de un grupo conocido como los Buitres, reúne a los caminantes fuera del estadio y los sube a un camión; luego se etiqueta "12". Madison sale a hablar con Mel, y él le dice a Madison que sabe de su problema con el gorgojo, gracias a Charlie, quien se revela como un espía. Mel le ordena a Madison que les dé todos sus suministros o morirán por falta de recursos. Madison se niega y se aleja. Ponerse al día con los eventos del episodio anterior: Luciana encuentra una bandera marcada con "51" en el camión SWAT de Althea, y Alicia les ordena que los lleven al lugar donde encontraron la bandera. En flashbacks, Nick y Madison hacen una carrera de suministros, sin embargo, cuando llegan, descubren que el hermano de Mel, Ennis, ya lo ha saqueado. Charlie espió a Madison y obtuvo la ubicación, dándosela a Ennis. Nick le ruega a Charlie que no escuche a los buitres. Nick luego ataca a Ennis con su cuchillo, pero Madison le impide matar a Ennis. Charlie va con Ennis en su El Camino azul y se fueron. En el presente, el vehículo SWAT se sale de la carretera y se estrella después de una conmoción dentro del vehículo entre los dos grupos. Nick ve el Camino azul y lo persigue. Los demás encuentran una estación de servicio que tiene un camión con cable de alambre, que pueden usar para remolcar el vehículo SWAT del lodo. Al regresar al camión SWAT, luchan contra varios infectados y lo remolcan con éxito. Nick encuentra a Ennis en una granja y luchan dentro de un silo. Nick empala a Ennis en una exhibición de astas de ciervo, matándolo. Charlie luego dispara a Nick. Llega el resto del grupo, donde intentan revivirlo, pero muere. Alicia y Luciana sollozas y ambas se quedan totalmente devastadas.

## Desarrollo y recepción

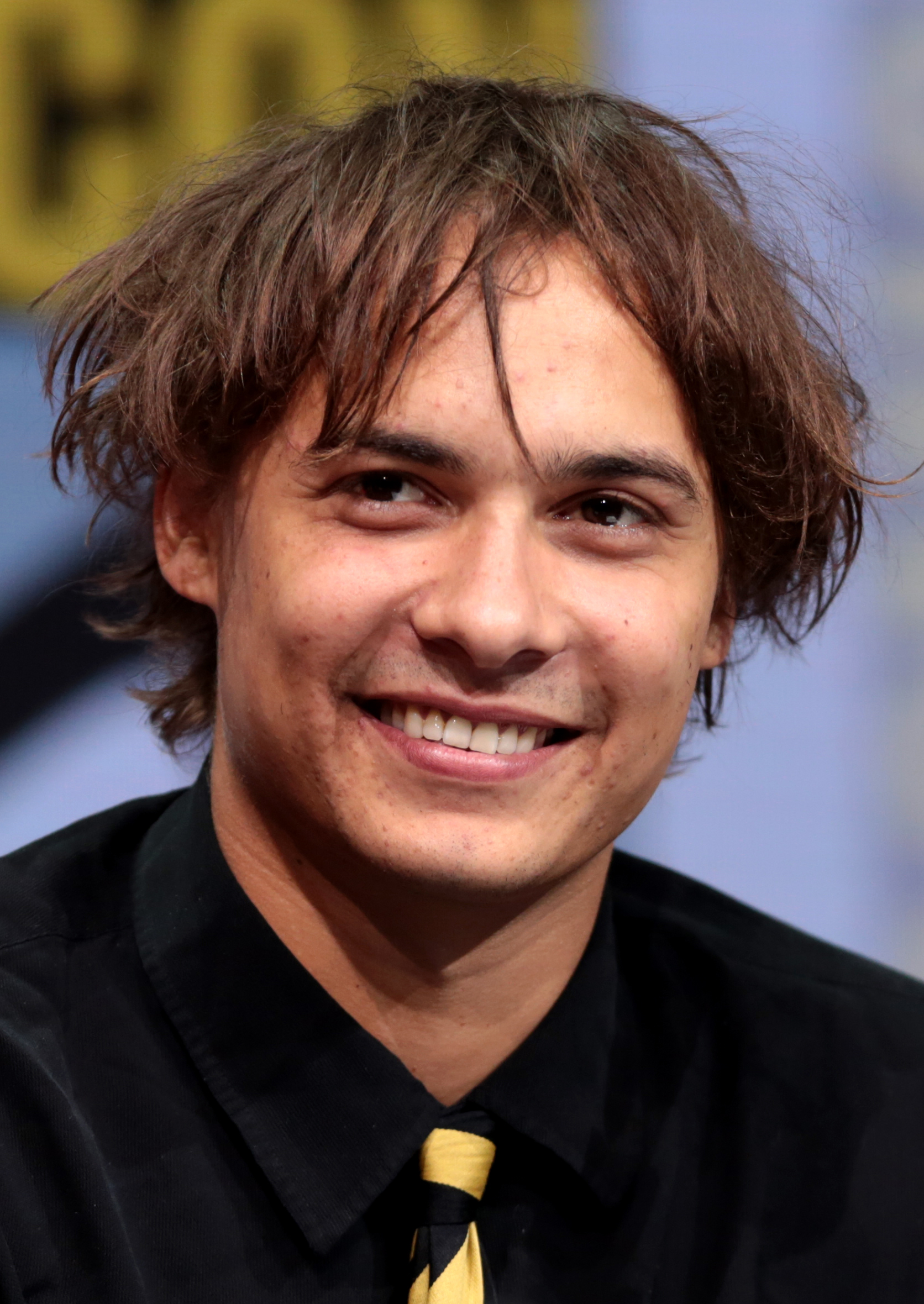
Nick Clark es interpretado por Frank Dillane (en la foto)

Dillane ha recibido críticas positivas por su interpretación de Nick Clark. El tercer episodio de la cuarta temporada presenta la muerte de Nick Clark, interpretado por Frank Dillane. En una entrevista después de la emisión del episodio, Dillane reveló que pidió dejar el programa antes de la cuarta temporada. El actor explicó:

"Lo había estado haciendo durante tres o cuatro años, el programa ha sufrido muchos cambios en términos de diferentes personas a cargo, todas estas cosas y sentí que el comienzo de esta temporada se sintió como el fin de una era con este programa y la televisión es un trabajo duro y tienes que filmar mucho. También extrañé mucho Europa. No soy estadounidense, así que después de un tiempo siento bastante nostalgia y todas esas cosas. También sentí que habíamos logrado lo que era necesario lograr en las primeras temporadas, así que pensé que era hora de seguir avanzando."